# 馬德鐘
馬德鐘（英語：Joe Ma Tak Chung；1968年6月27日—），香港男演員，曾為無綫電視部頭合約男藝員。他於1991年以模特兒出道，1993年因拍攝電視廣告被無綫電視發掘而加入無綫，成為2000年代當家小生之一。他於2011年約滿後離巢，轉往中國內地發展。至2012年8月尾，他以部頭合約的形式重返無綫電視，近年間中拍攝無綫電視劇。2018年，他憑劇集《跳躍生命線》以大熱姿態在《萬千星輝頒獎典禮2018》奪得「最佳男主角」獎。

## 早年生活
馬德鐘出生於貧寒家庭，父親馬松江是一名的士司機。馬德鐘在家中排行最小，上有三兄兩姊，其中兩個兄長為警察。少年時與家人居住在葵涌石蔭邨，小學就讀現已停辦的中華基督教會基蔭小學（1981年畢業），中學就讀位於新界元朗的趙聿修紀念中學。馬德鐘在1984年中三畢業後仿效兄長投考皇家香港警察少年訓練學校，其後接受皇家香港警察少年訓練學校訓練兩年，於1986年10月27日以18歲之齡入讀警察訓練學校，1987年3月21日畢業後駐守軍裝巡邏小隊，1988年駐守警察機動部隊，1989年轉任便裝特遣隊，1990-1993年加入要員保護組。1989年曾加入香港排球隊。此前，他自小已經打籃球，又參與短跑、跳高及跳遠運動。至中學則參與游水活動。此外，馬德鐘加入香港排球隊前曾經為警察排球隊的成員。但因工作繁忙且較為重要，所以他被選入香港代表隊備戰亞洲運動會不久後便選擇退隊。1991年，馬德鐘在朋友介紹下開始參與演出廣告及兼職模特兒。

## 演藝事業

### 加入無綫（1993-2002年）
1993年，馬德鐘因為演出一輯佐丹奴廣告──《沒有陌生的世界》被無綫電視發掘，其後與無綫電視簽署經理人合約，同年參演首部電視劇《武尊少林》。1998年與無綫改簽部頭合約。至1999年在無綫電視多演出配角。2000年，他在《創世紀》中搭檔汪明荃、惠英紅，更與惠英紅合演夫妻，並且飾演反派角色葉榮晉開始受到觀眾注視。2001年，他在《美味情緣》獲得好評，并且獲得壹電視大獎“最有前途男演員”獎。由于此時無線不少一線小生離巢，馬德钟開始被力捧為當家小生。2002年，搭檔汪明荃、張可頤主演《無考不成冤家》，首次擔正第一男主角，并憑此劇首次獲得萬千星輝頒獎典禮“最佳男主角”提名。
1998年，馬德鐘首次參演驚悚電影《強姦2之制服誘惑》，飾演一個變態色魔“Phillip Wong”，其中一幕他強姦一名交通女警時大喊“扣你50分！”受觀眾大讚經典，但他還沒有因此而出名。

### 人氣急升（2003-2005年）
2003年，馬德鐘在台慶劇搭檔吳鎮宇、陳慧珊主演《衝上雲霄》，飾演“凌雲志”一角而成名，獲得壹電視大獎“十大電視藝人”第二位及“至酷至型藝人大獎”，并且成功上位成為無綫電視當家小生之一，并再度獲得萬千星輝頒獎典禮“最佳男主角”提名。年底發行首張粵語EP專輯《愛你有罪》。2004年，他搭檔宣萱主演《烽火奇遇結良緣》、《一屋兩家三姓人》，並且首次入圍萬千星輝頒獎典禮“最佳男主角”最後五強。2005年，他搭檔郭可盈、吳卓羲主演《酒店風雲》，並且再次入圍萬千星輝頒獎典禮“最佳男主角”最後五強，并獲得2008年南方盛典“最受歡迎港台男演員”獎。

### 成為無綫當家小生之一（2006-2011年）
2006年，搭檔佘詩曼主演《鳳凰四重奏》，並且第三次入圍萬千星輝頒獎典禮“最佳男主角”最後五強，并在2009年獲得Astro華麗台電視劇大獎2008“我的至愛角色”獎。同年底發行第二張粵語EP專輯《爭霸》。2007年，他搭檔劉松仁主演《爭霸》、《歲月風雲》，並且在萬千星輝頒獎典禮憑《爭霸》提名“最佳男主角”。2008年，他與無綫電視再次簽署經理人合約，並且搭檔劉松仁主演《原來愛上賊》，同年搭檔佘詩曼主演的台慶劇《東山飄雨西關晴》並獲得萬千星輝頒獎典禮“最佳男主角”提名。
2009年，馬德鐘搭檔呂良偉、羅嘉良、郭可盈、袁詠儀、薛家燕等主演台慶劇《富貴門》，最高收視更達41點。2010年，他搭檔陳慧珊主演的時裝喜劇片《搜下留情》，另外同年搭檔張可頤主演《女人最痛》，并憑《搜下留情》獲得萬千星輝頒獎典禮“最佳男主角”提名。2011年，他搭檔謝天華、陳鍵鋒、徐子珊主演《洪武三十二》，同年底約滿宣佈離開無綫電視。2012年，他與無綫電視經理人合約內的最後一部作品《飛虎》播出，在劇中搭檔宣萱，飾演飛虎隊行動組指揮官“展瀚韜”一角，該劇為無綫電視2012年度週末檔收視冠軍，并憑此劇入圍獲得萬千星輝頒獎典禮“最佳男主角”最後十強。其後，他以部頭合約的形式間中為無綫電視拍劇；此外曾為無綫電視監製潘嘉德及林志華的常用演員。

### 離開無綫，涉足中國大陸（2012-2017年，2023年至今）
2012年1月1日，馬德鐘與創意製作發行有限公司簽定經理人合約，正式轉往中國大陸發展。同年，主演中國內地古裝歷史劇《西施秘史》於東南衛視、江西衛視、湖北衛視及安徽衛視上星播出，馬德鐘擔任第二男主角飾演“越王勾踐”一角。2013年，他主演中國內地都市情感劇《同在屋簷下》於貴州衛視、江西衛視及內蒙古衛視上星播出，馬德鐘擔任第二男主角飾演感情專一的海歸醫生“江浩”一角。同年，主演中國內地民初探案劇《藍蝶之謎》於中央電視台電視劇頻道上星播出，飾演外表玩世不恭、內心正義的巡捕房探長“丁凱文”一角。
2013年，馬德鐘以部頭合約重返無綫電視，搭檔鍾嘉欣主演《飛虎》續集《飛虎II》再度飾演“展瀚韜”一角，2014年成為台慶劇播出，并獲得萬千星輝頒獎典禮2014“最佳男主角”提名。其後在2014年拍畢《以和為貴》後再離開，正式轉往中國大陸發展。2015年1月，他與上海泓霆影业有限公司签约，成為其旗下藝人，之後主力在內地發展。但同年亦搭檔徐子珊及李思捷主演無綫電視劇《以和為貴》，第十五次獲得萬千星輝頒獎典禮“最佳男主角”提名。2015年加盟東方衛視真人秀《今天吃什麼》。 2016年，他主演中國內地抗日傳奇劇《匹夫英雄》於雲南衛視上星播出，飾演果敢正義的抗日將領“王漢升”一角。同年，他主演中國內地都市情感劇《真心想讓你幸福》與中央電視台電視劇頻道及中央電視台綜合頻道上星播出，飾演冷靜理智、事業有成的眼科專家“鄭宇”一角，並與上海泓霆影業解約。
2023年，馬德鐘客串内地古裝劇《淮水竹亭》飾演王權守拙一角。2024年，參演内地主旋律大製作《長風破浪終有時》飾演港商黃韋東一角。

### 奪得視帝，重返無綫（2018年至2023年）
2017年，馬德鐘的正式主要演出中越合拍喜劇電影《越囧》獲澳洲國際華語電影節“組委會推薦男演員”獎。同年，他簽約香港瀚星娛樂，雖然仍主力內地發展，後受無綫電視監製方駿釗邀請，重返無綫電視拍攝《跳躍生命線》，2018年成為台慶劇播出，並再次入圍萬千星輝頒獎典禮2018“最佳男主角”及“最受歡迎電視男角色”最後五強，最終以大熱姿態奪得「最佳男主角」殊榮。之後於2019年與無綫簽部頭合約，並與邵氏兄弟簽訂經理人合約。2023年約滿后離開邵氏兄弟。

## 家庭近況
馬德鐘在家中排行第六，有三兄兩姐。他與香港藝人朱咪咪是堂叔嫂關係，堂兄為朱咪咪丈夫。
他在趙聿修紀念中學就讀時認識了同學張筱蘭；於1987年與對方重遇并戀愛；於1993年與張筱蘭結婚；於1998年，其妻張筱蘭誕下了兒子。其妻張筱蘭為香港大學社會工作及社會行政學系研究前助理教授，於2011年開始成為名譽助理教授至今。早年於澳洲完成大學學位課程，於1990年代返回香港從事模特；於1998年入讀香港科技大學，於2003年完成哲學博士學位，其間兩次獲得尤德爵士獎學金。畢業後長期在意大利及法國進行研究工作及完成博士後，期間在多份國際人口期刊出版過文章。
2017年9月，馬德鐘出席慈善障礙挑戰賽，接受訪問時稱自己的運動細胞有遺傳給兒子，他愛表演，兒子早前也有做模特兒行天橋，可惜自己未能捧場，但知道兒子表現自然與自信。馬德鐘稱曾有邀約父子檔行天橋，他不會阻止兒子加入娛樂圈，正如當年他做警察轉到娛樂圈工作，家人也沒有阻他入行。

## 軼事
馬德鐘患有先天遺傳性強直性脊柱炎，左撇子，右手為斷掌。他曾經學習空手道，為黑帶二段，此外，他曾經入選香港排球代表隊。2007年至2010年10月中，有高登討論區會員發起帖子《其實馬得鐘key落咩最好笑》加以惡搞，原因是其肖像常常與大量圖片裡的人形非常吻合。
2016年，馬德鐘曾與好友的陳玉蓮、封偉倫、封俊賢、封穎賢、陳勉、盧恬兒和盧恬凌（南華會主席盧潤森兩位千金）等人組成「快樂之友團體」，開始在香港賽馬會成為馬主，擁有名下馬匹「快樂實在」。可惜的是該馬匹於2020年6月7日參賽前發生意外跌倒重傷，最終需人道毀滅。

## 演出作品

### 電視劇（無綫電視）
| 首播   | 劇名              | 角色                                                 |
| 1993年 | 武尊少林          | 鐵 柱                                                |
| 1993年 | 镇金女人周记      | 林嘉伟                                               |
| 1994年 | CATWALK俏佳人     | 麥志堅                                               |
| 1994年 | 婚姻物語          | Franco                                               |
| 1994年 | 射鵰英雄傳        | 陳玄風                                               |
| 1994年 | 壹號皇庭III       | 謝俊傑（Dicky）                                      |
| 1994年 | 再見亦是老婆      | 高 俊（Morgan）                                      |
| 1994年 | 方世玉與乾隆皇    | 童千斤                                               |
| 1995年 | 餐餐有宋家        | 吳啟華醫生（Peter）                                  |
| 1995年 | 天降奇緣          | 李景豪                                               |
| 1995年 | 白髮魔女傳        | 朱常洛                                               |
| 1995年 | 刑事偵緝檔案      | 鄧 峰                                                |
| 1995年 | 真情              | Edmond Lau                                           |
| 1995年 | 新同居關係        | Sam                                                  |
| 1995年 | O記實錄           | 司徒文安（司徒）                                     |
| 1996年 | O記實錄II         | 司徒文安（司徒）                                     |
| 1996年 | 武當張三丰        | 哈 桑                                                |
| 1996年 | 天降財神          | Vincent Hui                                          |
| 1996年 | 廉政行動1996      | 龍子英（Steve）                                      |
| 1996年 | 西遊記            | 楊 戩（二郎神）                                      |
| 1996年 | 地獄天使          | 陸浩宇                                               |
| 1996年 | 有肥人終成眷屬    | Victor                                               |
| 1997年 | 醉打金枝          | 凌 坤                                                |
| 1997年 | 樂壇插班生        | 趙 寧                                                |
| 1997年 | 大刺客之魚腸劍    | 慶 忌                                                |
| 1997年 | 刑事偵緝檔案III   | 譚志朗                                               |
| 1997年 | 廉政追緝令        | 鍾慶龍                                               |
| 1997年 | 鑑證實錄          | 張立民（Manfred）                                    |
| 1997年 | 香港人在廣州      | Peter                                                |
| 1998年 | 陀槍師姐          | 軍 佬                                                |
| 1998年 | 西遊記(貳)        | 楊 戩（二郎神）                                      |
| 1998年 | 烈火雄心          | 王俊發（發記）                                       |
| 1999年 | 寵物情緣          | 林學仁（Sam）                                        |
| 1999年 | 金玉滿堂          | 曹德鐘                                               |
| 1999年 | 刑事偵緝檔案IV    | 宋家齊（Alex）                                       |
| 1999年 | 千里姻緣兜錯圈    | 賀家明（Ken）                                        |
| 1999年 | 創世紀            | 葉榮晉（Donald）                                     |
| 1999年 | 衝上人間          | 錢國榮（Kenji）                                      |
| 2000年 | 撻出愛火花        | 曾遠志                                               |
| 2000年 | 創世紀II天地有情  | 葉榮晉（Donald）                                     |
| 2000年 | 陀槍師姐II        | 軍 佬                                                |
| 2000年 | 碧血劍            | 龍 天                                                |
| 2001年 | 廉政追擊          | Patrick Pang                                         |
| 2001年 | 美味情緣          | 龍賜新（Gordon）                                     |
| 2001年 | 婚前昏後          | 方成謙                                               |
| 2001年 | 酒是故鄉醇        | 古桂生                                               |
| 2001年 | 勇探實錄          | John                                                 |
| 2002年 | 無考不成冤家      | 談天恩                                               |
| 2002年 | 再生緣            | 鐵穆耳                                               |
| 2003年 | 智勇新警界        | 馬孝賢（Ken）                                        |
| 2003年 | 衝上雲霄          | 凌雲志（Vincent）                                    |
| 2004年 | 烽火奇遇結良緣    | 薛丁山                                               |
| 2004年 | 一屋兩家三姓人    | 顧家源                                               |
| 2004年 | 心慌·心郁·逐個捉  | 程乃海                                               |
| 2004年 | 赤沙印記@四葉草.2 | 張立剛（張Sir）                                      |
| 2005年 | 驚艷一槍          | 諸葛正我                                             |
| 2005年 | 情迷黑森林        | 高 根（Ken）                                         |
| 2005年 | 酒店風雲          | 高 峰（Martin）                                      |
| 2006年 | 鳳凰四重奏        | 余 賜（余師傅） 李吉祥 戴立仁 方家安（K.O.、神童安） |
| 2006年 | 爭霸              | 吳王夫差                                             |
| 2007年 | 歲月風雲          | 危永標                                               |
| 2008年 | 原來愛上賊        | 江 揚（江sir）                                       |
| 2008年 | 東山飄雨西關晴    | 潘卓興 / 穆 興                                       |
| 2009年 | 富貴門            | 高拓民（Topman）                                     |
| 2010年 | 搜下留情          | 吳仲明                                               |
| 2010年 | 女人最痛          | 高智力（Nick）                                       |
| 2011年 | 洪武三十二        | 朱 棣                                                |
| 2012年 | 飛虎              | 展瀚韜（展sir）                                      |
| 2014年 | 飛虎II            | 展瀚韜（展sir）                                      |
| 2015年 | 以和為貴          | 侯德仕（厚多士）                                     |
| 2018年 | 跳躍生命線        | 麥在田（在哥）                                       |
| 2021年 | 伙記辦大事        | 戴政君（Archie）                                     |
| 2021年 | 我家無難事        | 郭得勤（Duncan） / 郭進碩                            |
| 2022年 | 雙生陌生人        | 高收成（Albert） / 巫祺男                            |
| 2022年 | 有種好男人        | 楊日正                                               |
| 2024年 | 再見·枕邊人       | 楊萬森 (Sam)                                         |
| 未播映 | 非常檢控觀        | 包希仁                                               |

### 電視劇（邵氏兄弟）
| 首播   | 劇名 | 角色            |
| 2022年 |      | 展博文（展sir） |

### 電視劇（中國大陸）
| 首播   | 劇名                 | 角色        | 首播平台                                 |
| 2012年 | 西施秘史             | 越王勾踐    | 東南衛視、江西衛視、湖北衛視、安徽衛視   |
| 2012年 | 藍蝶之謎             | 丁凱文      | 中央電視台電視劇頻道                     |
| 2013年 | 那金花和她的女婿     | 茅景峰      | 湖南衛視                                 |
| 2013年 | 內線前傳             | 李丙元      | 陝西衛視                                 |
| 2013年 | 同在屋簷下           | 江 浩       | 江西衛視、內蒙古衛視、貴州衛視           |
| 2013年 | 廣告風雲             | 劉創奇      | 重慶北碚綜合頻道                         |
| 2014年 | 匹夫英雄             | 王漢昇      | 雲南衛視                                 |
| 2014年 | 俠探高飛             | 盧定軍      | 湖南經視                                 |
| 2014年 | 生活启示录           | 弗兰克      | 東方衛視、安徽衛視、江蘇衛視             |
| 2015年 | 李冰传奇             | 秦昭襄王    | 韓國CHING電視台                          |
| 2016年 | 真心想让你幸福       | 郑 宇       | 中央電視台電視劇頻道、中央電視台綜合頻道 |
| 2017年 | 軒轅劍之漢之雲       | 张 晗       | 東方衛視                                 |
| 2018年 | 热血勇士             | 白龙飞      | 辽宁卫视、贵州卫视                       |
| 2018年 | 上海女子圖鑒         | 蔡钟闲      | 优酷网                                   |
| 2019年 | 扑通扑通的青春       | 江 湛       | 优酷网                                   |
| 2023年 | 百慕迷蹤(2017年拍攝) | 胡天明/胡淮 | 优酷网                                   |
| 2025年 | 有你的時光里         | 方励        |                                          |
| 2025年 | 淮水竹亭             | 王权守拙    | 網絡劇                                   |
| 未播映 | 春秋祭               | 晉惠公      |                                          |
| 未播映 | 制裁者联盟           |             | 未知                                     |
| 未播映 | 清歌逐酒少年行       | 共 工       | 網絡劇                                   |
| 未播映 | 渴望生活             | 班 尼       |                                          |
| 未播映 | 京港爱情故事         | 魏经纶      |                                          |
| 未播映 | 長風破浪終有時       | 黃韋東      |                                          |
| 未播映 | 女神蒙上眼           |             |                                          |

### 电影
| 首映   | 劇名                | 角色             |
| 1996年 | 運財五福星          |                  |
| 1998年 | 強姦2之制服誘惑     | Philip Wong      |
| 1998年 | 夜半無人屍語時      | 祈天生           |
| 1998年 | 龍在江湖            | 小霸王           |
| 1998年 | 98古惑仔之龍爭虎鬥  | 遊輪“港龍星”船長 |
| 1999年 | 還我情心            | Bob              |
| 1999年 | 原始武器            | 马Sir            |
| 1999年 | 摩登姑婆屋          | 馬先生           |
| 1999年 | 買大開細            | Ben              |
| 2000年 | 慾望號列車          | 阿 朗            |
| 2000年 | 七條命              | 阿 正            |
| 2000年 | 回頭太難            | 曾Sir            |
| 2000年 | 半支雪茄            | Derek            |
| 2000年 | 賤男人週記          | Rocky            |
| 2000年 | 古惑夕陽紅          | 泰國黑幫老大     |
| 2000年 | 鬚根戇男            | 阿 福            |
| 2000年 | 僱傭兵              | 阿 雞            |
| 2000年 | 救薑刑警            | Rick             |
| 2000年 | 藍煙火              | 鍾警官           |
| 2001年 | 靚女差館            | 華中華           |
| 2001年 | 內有惡警            | 曹Sir            |
| 2001年 | 頭七回魂            | 德 明            |
| 2002年 | 烈血快車            | 劉成德           |
| 2003年 | 性在夠辣            | 阿 德            |
| 2003年 | 夜間管理員          | 莫 銳            |
| 2004年 | 盜帥留香韋小寶      | 楚留香 / 路人甲  |
| 2010年 | 72家租客            | 金醫生           |
| 2013年 | 逃出生天3D          | 刘 挺            |
| 2016年 | 爱在星空下          | 王子苑           |
| 2016年 | 越囧                | 潘帕斯           |
| 2018年 | 舞出人生            | 马为民           |
| 2018年 | 非常同伙            | 洪 哥            |
| 2019年 | 使徒行者2：諜影行動 | 駱達年           |
| 待上映 | 星球戰紀之代號反抗  | 肖 恩            |

### 電視電影（無綫電視）
| 首播   | 劇名           | 角色   |
| 1994年 | 天涯追兇       | 杰 少  |
| 1995年 | 都市風暴       | 曾滿發 |
| 1995年 | 出更二人組     | 马Sir  |
| 1996年 | 失鎗四十八小時 | 洪Sir  |
| 1996年 | 飛虎雄風       | 大圈勝 |
| 1996年 | 黑鳥           | 阿 炮  |
| 2003年 | 咫尺疑魂       | 潘志立 |
| 2004年 | 伴我驕陽       | 陳琛賢 |

### 電視節目巡禮（無綫電視）
- 2000年《張保仔》
- 2001年《酒是故鄉醇》
- 2004年《烽火奇遇結良緣》
- 2005年《酒店風雲》
- 2006年《風雲歲月》《爭霸》
- 2007年《玉面玲瓏》《歲月風雲》
- 2008年《盜亦有道》（后更名為《原來愛上賊》）
- 2009年《金錢誘罪》（后更名為《富貴門》）
- 2010年《搜下留情》（海外巡禮）
- 2011年《洪武三十二》
- 2012年《飛虎》
- 2014年《飛虎II》
- 2015年《以和為貴》
- 2018年《跳躍生命線》
- 2020年《伙记办大事》
- 2021年《伙记办大事》

### 綜藝節目（無綫電視）
- 1995年：《寰宇風情》（阿曼特輯）主持
- 1997年：《永安旅遊話你知-點解日本咁好玩》主持
- 2001年：《熱帶雨林蜜月狂奔》參賽者
- 2003年：《紀律群英怒雪狂奔》參賽者
- 2003年：《麗星郵輪特約 : 飄洋愛海名家小說》
  - 《剎那芳華》 飾 余求深
- 2003年：《康泰3S系列 北海道加倍開心之旅》
- 2004年：《富豪海灣非凡情緣之四百格的深情》 飾 Sam／章瑋
- 2004年：《富豪海灣非凡情緣之緣來無價》 飾 Joe
- 2004年：《進軍雅典奧運》主持
- 2004年：《雅典奧運2004》主持
- 2007年：《舞動奇跡》（與湖南衛視合辦）参赛者
- 2010年：《上海世博最知味》主持
- 2019年：《晚間看地球》嘉賓主持

### 其他（無綫電視- 生活台）
- 2006年： 《星級廚房》

### 音樂錄像
1992年
- 《原來沒可能》- 莫文蔚

1993年
- 《最愛》- 周慧敏
- 《如風》- 王菲
- 《情難定》- 杜德偉
- 《求可再度跟你一起》- 吴君如
- 《因你真正活過》- 黎姿

1994年
- 《緣份的天空》- 湯寶如
- 《如夜》- 梅艷芳
- 《心軟》- 周慧敏
- 《太傻》- 巫啟賢

2002年
- 《嫌你太好》- 陳慧珊

2003年
- 《歲月如歌》- 陳奕迅
- 《愛您有罪》
- 《伶仃》- 陳慧琳

2004年
- 《翡翠劇場》- 黃耀明
- 《閣樓》- 陳慧琳
- 《嫁妝》- 陳慧琳

### 廣告
- 澳門賽馬會（電視廣告）
- 佐丹奴（電視廣告）
- 觀奇洋服
- 順天堂冬蟲夏草（平面廣告）
- Unique Wedding情懷寫真婚紗影樓（平面廣告）
- Momo Design意大利賽車配件品牌（2003-2004年中國、香港及澳門代言人）
- 香港郵政電字證書（電視、電台、平面廣告）
- 香港政府2004立法會選舉宣傳（電視、平面廣告）
- Marcino（平面廣告）
- DHL速遞服務廣告（電視廣告）
- LF完美瘦身系列–男士速效版（平面廣告）
- 七海健絡（平面廣告）
- 順德房地產廣告（電視、平面廣告）
- Ultrasonex超聲波牙刷（電視、平面廣告）
- 中銀信用卡（電視、平面廣告）
- 虎都男裝（平面廣告）
- 瑞士雷米格腕錶（電視、平面廣告）

## 音樂作品
- 2003年：《愛您有罪》（專輯）
- 2006年：《爭霸》（專輯）
- 2008年： 《陪你哭也只得我》（單曲）（《東山飄雨西關晴》片尾曲，與佘詩曼合唱）
- 2010年：《一不留神》（單曲）（《搜下留情》片尾曲）
- 2011年：《江山》（單曲）（《洪武三十二》主題曲）
- 2012年：《身邊的依據》（單曲）（《飛虎》主題曲）
- 2014年：《血與汗》（單曲）（《飛虎II》主題曲）

## 無綫月曆
- 2003年 - 6月 - 張可頤
- 2004年 - 3月 - 林文龍、宣萱
- 2005年 - 11月 - 郭可盈、陳慧珊
- 2006年 - 11/12月 - 郭可盈、麥長青、黃德斌、郭政鴻、李思捷、李亞男、曹敏莉、李詩韻、楊思琦、司徒瑞祈
- 2007年 - 2月 - 汪明荃、鄭少秋、宣萱、陳鍵鋒、鄧上文
- 2008年 - 12月 - 羅嘉良、湯盈盈、曹永廉、胡杏兒、姚子羚
- 2009年 - 4月 - 胡杏兒、陳錦鴻
- 2014年 - 12月 - 郭少芸、姚子羚 、郭羨妮、江美儀、蘇玉華、林夏薇、馬國明
- 2015年 - 5月 - 徐子珊、江美儀、李思捷
- 2018年 - 7月 - 張曦雯、何廣沛、劉佩玥、陳瀅、羅天宇

## 著作
- 《鐘意廚房》(2006年)

## 獎項及提名

### 獲獎
| 年份   | 領獎典禮               | 獎項                | 作品                        | 角色          | 結果 |
| ------ | ---------------------- | ------------------- | --------------------------- | ------------- | ---- |
| 1999年 | 星岛日报               | 最有读者缘男模特儿  |                             |               | 獲獎 |
| 2001年 | 壹電視大獎             | 最有前途藝人大獎    | 《创世纪II天地有情》        | 叶荣晋        | 獲獎 |
| 2004年 | 壹電視大獎             | 十大电视艺人第二位  | 《冲上云霄》 《智勇新警界》 | 凌云志 马孝贤 | 獲獎 |
| 2004年 | 壹電視大獎             | 至酷至型艺人大奖    | 《冲上云霄》 《智勇新警界》 | 凌云志 马孝贤 | 獲獎 |
| 2005年 | 新城勁爆電視大獎頒獎禮 | 勁爆電視演員        | 《酒店风云》                | 高峰          | 獲獎 |
| 2005年 | 壹周刊                 | 十大健康之星        |                             |               | 獲獎 |
| 2007年 | 點正娛樂新聞王         | 电视男新闻王        |                             |               | 獲獎 |
| 2008年 | 南方盛典               | 最受欢迎港台男演员  | 《酒店风云》                | 高峰          | 獲獎 |
| 2009年 | Astro華麗台電視劇大獎  | 我的至爱男角色      | 《凤凰四重奏》              | 戴立仁        | 獲獎 |
| 2014年 | 美動華人頒獎盛典       | 年度风尚大奖        |                             |               | 獲獎 |
| 2015年 | 中國新歌榜頒獎盛典     | 最欣賞全能男藝人    |                             |               | 獲獎 |
| 2016年 | 澳大利亚国际华语电影节 | 组委会推荐男演员    | 《越囧》                    | 潘帕斯        | 獲獎 |
| 2018年 | Yahoo!搜尋人氣大獎     | 人气电视男角色      | 《跳跃生命线》              | 麦在田        | 獲獎 |
| 2018年 | 觀眾在民間電視大奬     | 民选最佳男主角      | 《跳跃生命线》              | 麦在田        | 獲獎 |
| 2018年 | 万千星辉颁奖典礼       | 最佳男主角          | 《跳跃生命线》              | 麦在田        | 獲獎 |
| 2018年 | 星和璀璨星光夜         | TVB年度最強人氣藝人 | 《跳跃生命线》              | 麦在田        | 獲獎 |
| 2019年 | 微博星耀盛典           | 微博年度熱劇角色    | 《跳跃生命线》              | 麦在田        | 獲獎 |

### 提名
| 年份   | 頒獎典禮                         | 獎項                     | 作品               | 角色                         | 結果       |
| ------ | -------------------------------- | ------------------------ | ------------------ | ---------------------------- | ---------- |
| 2002年 | 2002年万千星辉颁奖典礼           | 本年度我最喜愛的男主角   | 《无考不成冤家》   | 谈天恩                       | 提名       |
| 2002年 | 2002年万千星辉颁奖典礼           | 本年度我最喜愛的男主角   | 《再生缘》         | 铁穆耳                       | 提名       |
| 2002年 | 2002年万千星辉颁奖典礼           | 本年度我最喜愛的電視角色 | 《无考不成冤家》   | 谈天恩                       | 提名       |
| 2002年 | 2002年万千星辉颁奖典礼           | 本年度我最喜愛的電視角色 | 《再生缘》         | 铁穆耳                       | 提名       |
| 2003年 | 2003年万千星辉颁奖典礼           | 本年度我最喜愛的男主角   | 《智勇新警界》     | 马孝贤                       | 提名       |
| 2003年 | 2003年万千星辉颁奖典礼           | 本年度我最喜愛的男主角   | 《冲上云霄》       | 凌云志                       | 提名       |
| 2003年 | 2003年万千星辉颁奖典礼           | 本年度我最喜愛的電視角色 | 《智勇新警界》     | 马孝贤                       | 提名       |
| 2003年 | 2003年万千星辉颁奖典礼           | 本年度我最喜愛的電視角色 | 《冲上云霄》       | 凌云志                       | 提名       |
| 2004年 | 2004年万千星辉颁奖典礼           | 本年度我最喜愛的男主角   | 《烽火奇遇结良缘》 | 薛丁山                       | 最後五強   |
| 2004年 | 2004年万千星辉颁奖典礼           | 本年度我最喜愛的男主角   | 《一屋两家三姓人》 | 顾家源                       | 提名       |
| 2004年 | 2004年万千星辉颁奖典礼           | 本年度我最喜愛的電視角色 | 《烽火奇遇结良缘》 | 薛丁山                       | 提名       |
| 2004年 | 2004年万千星辉颁奖典礼           | 本年度我最喜愛的電視角色 | 《一屋两家三姓人》 | 顾家源                       | 提名       |
| 2005年 | 2005年万千星辉颁奖典礼           | 最佳男主角               | 《情迷黑森林》     | 高根                         | 提名       |
| 2005年 | 2005年万千星辉颁奖典礼           | 最佳男主角               | 《酒店风云》       | 高峰                         | 最後五強   |
| 2005年 | 2005年万千星辉颁奖典礼           | 我最喜爱的电视男角色     | 《情迷黑森林》     | 高根                         | 提名       |
| 2005年 | 2005年万千星辉颁奖典礼           | 我最喜爱的电视男角色     | 《酒店风云》       | 高峰                         | 最後五強   |
| 2006年 | 2006年万千星辉颁奖典礼           | 最佳男主角               | 《凤凰四重奏》     | 余賜、李吉祥、戴立仁、方家安 | 最後五強   |
| 2006年 | 2006年万千星辉颁奖典礼           | 我最喜爱的电视男角色     | 《凤凰四重奏》     | 余賜、李吉祥、戴立仁、方家安 | 最後五強   |
| 2007年 | 2007年万千星辉颁奖典礼           | 最佳男主角               | 《争霸》           | 吴王夫差                     | 提名       |
| 2007年 | 2007年万千星辉颁奖典礼           | 最佳男主角               | 《岁月风云》       | 危永标                       | 提名       |
| 2007年 | 2007年万千星辉颁奖典礼           | 我最喜爱的电视男角色     | 《争霸》           | 吴王夫差                     | 提名       |
| 2007年 | 2007年万千星辉颁奖典礼           | 我最喜爱的电视男角色     | 《岁月风云》       | 危永标                       | 提名       |
| 2009年 | 2009年万千星辉颁奖典礼           | 最佳男主角               | 《东山飘雨西关晴》 | 潘卓興／穆興                 | 提名       |
| 2010年 | 2010年万千星辉颁奖典礼           | 最佳男主角               | 《搜下留情》       | 吴仲明                       | 提名       |
| 2012年 | 万千星辉颁奖典礼2012             | 最佳男主角               | 《飞虎》           | 展瀚韬                       | 提名       |
| 2014年 | 万千星辉颁奖典礼2014             | 最佳男主角               | 《飞虎II》         | 展瀚韬                       | 提名       |
| 2014年 | 万千星辉颁奖典礼2014             | 最受欢迎电视男角色       | 《飞虎II》         | 展瀚韬                       | 提名       |
| 2014年 | TVB 馬來西亞星光薈萃頒獎典禮2014 | 最喜愛TVB男主角          | 《飞虎II》         | 展瀚韬                       | 提名       |
| 2014年 | TVB 馬來西亞星光薈萃頒獎典禮2014 | 最喜愛TVB電視角色        | 《飞虎II》         | 展瀚韬                       | 提名       |
| 2015年 | 万千星辉颁奖典礼2015             | 最佳男主角               | 《以和为贵》       | 侯德仕                       | 提名       |
| 2018年 | 万千星辉颁奖典礼2018             | 最受欢迎电视男角色       | 《跳跃生命线》     | 麦在田                       | 最後五強   |
| 2018年 | 万千星辉颁奖典礼2018             | 马来西亚最喜爱TVB男主角  | 《跳跃生命线》     | 麦在田                       | 提名       |
| 2018年 | 万千星辉颁奖典礼2018             | 新加坡最喜爱TVB男主角    | 《跳跃生命线》     | 麦在田                       | 提名       |
| 2018年 | 香港電視大獎                     | 男主角獎（劇集）         | 《跳跃生命线》     | 麦在田                       | 得票第三名 |
| 2021年 | 万千星辉颁奖典礼2021             | 最佳男主角               | 《伙記辦大事》     | 戴政君                       | 提名       |
| 2021年 | 万千星辉颁奖典礼2021             | 最佳男主角               | 《我家無難事》     | 郭得勤                       | 提名       |
| 2021年 | 万千星辉颁奖典礼2021             | 最受歡迎電視男角色       | 《伙記辦大事》     | 戴政君                       | 提名       |
| 2021年 | 万千星辉颁奖典礼2021             | 最受歡迎電視男角色       | 《我家無難事》     | 郭得勤                       | 提名       |
| 2021年 | 万千星辉颁奖典礼2021             | 馬來西亞最喜愛TVB男角色  | 《伙記辦大事》     | 戴政君                       | 提名       |
| 2021年 | 万千星辉颁奖典礼2021             | 馬來西亞最喜愛TVB男角色  | 《我家無難事》     | 郭得勤                       | 提名       |
| 2022年 | 万千星辉颁奖典礼2022             | 最佳男主角               | 《雙生陌生人》     | 高收成／巫祺男               | 提名       |
| 2022年 | 万千星辉颁奖典礼2022             | 最受歡迎電視男角色       | 《雙生陌生人》     | 高收成／巫祺男               | 提名       |
| 2022年 | 万千星辉颁奖典礼2022             | 馬來西亞最喜愛TVB男角色  | 《雙生陌生人》     | 高收成／巫祺男               | 提名       |
| 2023年 | 万千星辉颁奖典礼2023             | 最佳男主角               | 《有種好男人》     | 楊日正                       | 提名       |
| 2023年 | 万千星辉颁奖典礼2023             | 馬來西亞最喜愛TVB男角色  | 《有種好男人》     | 楊日正                       | 提名       |